# Kányahegy
Kányahegy (1899-ig Kanyánka, szlovákul Kanianka) község Szlovákiában, a Trencséni kerületben, a Privigyei járásban.

## Fekvése
Privigyétől 9 km-re északnyugatra fekszik.

## Története
A község keletkezése valószínűleg a Nyitra jobb partjának németekkel való betelepülésével volt összefüggésben, amely annak következtében történt, hogy a környék hegyeiben a 14. században aranyat találtak. A falut 1479-ben „Kanyanka” néven említik először, a bajmóci uradalom része volt. A bajmóci uradalom a Noffry család után a bajmóci prépostságé lett. Kezdetben a mezőgazdaságból élő lakosságnak minden falat kenyérért keményen meg kellett dolgoznia. A prépostság uralma alatt azonban a lakosság élete könnyebb lett. Különösen azután, hogy felépült a falu első egykerekes vízimalma. 1715-ben 11 háztartása adózott. 1753-ban a faluban 50 ház állt, melyben ugyanennyi család élt. A község pecsétje 1781-ből származik, a benne levő Andráskereszt arra emlékeztet, hogy a falu lakói az egykori Kós bányászfaluból származnak. 1784-ben 41 háza és 306 lakosa volt.
A 18. század végén Vályi András így ír róla: „KANYÁNKA. Tót falu Nyitra Várm. földes Ura a’ Bajmóczi Prépost, lakosai katolikusok, fekszik Lázárhoz nem meszsze, és annak filiája, Dubnitzához sem meszsze, mellyhez hasonló a’ határja.”
1828-ban 44 házában 306 lakos élt, akik főként mezőgazdasággal foglalkoztak.
Fényes Elek 1851-ben kiadott geográfiai szótárában így ír a faluról: „Kanyanka, Nyitra m. tót falu, Lazán fil. 306 kath. lak. F. u. a bajmóczi prépost. Ut. p. Privigye.”
A régi vízimalom egészen 1859-ig működött. Ekkor Majthényi József akkori prépost új malmot és gátat építtetett. A község iskolája 1880-ban épült.
Borovszky Samu monográfiasorozatának Nyitra vármegyét tárgyaló része szerint: „Kanyánka, Privigyétől északra, a Nyitra jobb partján. Lakosai tótajkuak, számuk 241, vallásuk r. kath. Postája Nedozser, táviró- és vasúti állomása Privigye. Földesurai a Pálffyak voltak. Már a XV. század végén Bajmócz várának birtoka volt.”
A trianoni diktátumig Nyitra vármegye Privigyei járásához tartozott.

## Népessége
| Év:            | 1994. | 2004.   | 2014.   | 2024.   |
| -------------- | ----- | ------- | ------- | ------- |
| Emberek száma: | 3642  | 3990    | 4132    | 3802    |
| Eltérés:       |       | +9,55 % | +3,55 % | -7,98 % |

| Év:            | 2023. | 2024.   |
| -------------- | ----- | ------- |
| Emberek száma: | 3846  | 3802    |
| Eltérés:       |       | -1,14 % |

1910-ben 393, túlnyomórészt szlovák anyanyelvű lakosa volt.
2001-ben 3823 lakosából 3791 szlovák volt.
2011-ben 4112 lakosából 3979 szlovák volt.
2021-ben 3974 lakosából 3848 (+5) szlovák, 5 (+2) magyar, 1 ruszin, 23 (+7) egyéb és 97 ismeretlen nemzetiségű volt.

## Külső hivatkozások
- Hivatalos oldal Archiválva 2007. február 4-i dátummal a Wayback Machine-ben
- Községinfó
- Kányahegy Szlovákia térképén
- Travelatlas.sk
- E-obce.sk Archiválva 2008. június 18-i dátummal a Wayback Machine-ben